# 連家穎
連家穎（英語：Vian Lin Ka Wing，2001年3月10日—），香港女歌手，為女子音樂組合Me&的成員。

## 個人經歷

### 早期經歷
連家穎畢業於香港浸信會聯會小學及拔萃女書院，曾在學界參加不同的運動比賽，當中包括田徑與室內賽艇。
2017-2018田徑D1賽，她身為隊長之一，帶領拔萃女書院取得12連霸。
她中學時期加入了香港舞團「CINQ HK （页面存档备份，存于）」，翻跳K-pop舞蹈。就讀香港理工大學時曾到韓國當交換生，並於此時被發掘出道。

### Me& 時期
2023年11月，她與黃淑蔓及譚旻萱組成女團Me&出道，並於同年11月10日推出首支團曲《Eye to Eye》。
在出道前，因應2019冠狀病毒病疫情肆虐，寰亞先安排三人於香港以視像形式跟韓國老師學跳舞，2023年1月再送到韓國正式受訓。
連家穎坦言自己是個有自信的人卻比較慢熱，但正正因為三位隊友個性「和而不同」而慚慚地形成了強大的團魂。

## 外部連結
- 連家穎的Instagram帳戶
- 連家穎的Threads
- YouTube上的連家穎頻道